# Antônio Mariz
Antonio Marques da Silva Mariz GOMM (João Pessoa, 5 de dezembro de 1937 — 16 de setembro de 1995) foi um advogado, promotor de justiça e político brasileiro filiado ao Partido do Movimento Democrático Brasileiro (PMDB). Pela Paraíba, foi governador, senador e deputado federal durante dois mandatos, além de prefeito de Sousa.

## Carreira política

### Prefeito de Sousa
Mariz inciou sua atuação política na época de estudante na Faculdade Nacional de Direito do Rio de Janeiro, onde militou no Centro Acadêmico Cândido de Oliveira (Caco). Estudou Ciências Políticas na Universidade de Nancy, na França, e foi promotor de Justiça, antes de se candidatar a prefeito de Sousa, na Paraíba, pelo Partido Trabalhista Brasileiro (PTB), em 1963.
Disputou as eleições com os candidatos da UDN, Filinto da Costa Gadelha – representante do grupo Gadelha, dominante no município –, e do PSD, o médico Laércio Pires. Durante a campanha, adotou um discurso inovador. Defendeu a anotação na Carteira de Trabalho, então desconhecida, o pagamento do salário mínimo aos trabalhadores e a necessidade da reforma agrária na linha das reformas de base do presidente João Goulart. Assumiu o compromisso público de prestar contas de todo o dinheiro que entrasse e saísse dos cofres da Prefeitura. Foi eleito, inicialmente, com uma diferença de apenas dez votos. Feita a recontagem, a pedido do grupo Gadelha, a diferença caiu para sete votos.
Após o golpe militar de 1964, Mariz foi acusado pelos udenistas de Sousa de ter sido solidário a João Goulart, por meio de telegrama que lhe enviou, e de ser comunista e subversivo. Foi afastado do cargo, preso e submetido a um Inquérito Policial-Militar (IPM) perante o Grupamento de Engenharia de João Pessoa. Permaneceu detido por pouco tempo, logo reassumindo a Prefeitura. A transparência foi uma marca da sua gestão. Por meio da rádio Difusora Rio do Peixe, todos os dias prestava contas das despesas e receitas públicas.
Com a extinção dos partidos políticos pelo Ato Institucional nº 2, e o surgimento da ARENA e do MDB, o caminho natural de Mariz seria este último. No entanto, as contingências políticas no Estado o levaram a se filiar à ARENA.

### Secretário de Educação
Encerrado o mandato como prefeito, Mariz foi nomeado secretário de Educação do governo João Agripino (1969-1970). Sua gestão foi marcada pela interiorização do ensino superior, com a criação das faculdades de Patos, Cajazeiras e Guarabira, pela ampliação da rede estadual de ensino e pela implantação de um programa de bolsas de estudo para estudantes carentes.

### Deputado Federal
Em 1970, Mariz se candidatou a deputado federal, ficando entre os mais votados, com 59.434 votos. Voltou a ser eleito para a Câmara dos Deputados em 1974, 1978 e 1986. Como deputado, defendeu a restauração da ordem democrática e da liberdade política. Comprometido com a luta pelos direitos humanos, apoiou a CPI que investigaria a prática de tortura, o desaparecimento e o assassinato de presos políticos. Prestou solidariedade a jornalistas presos e condenou o fechamento de jornais. Considerado um dos grandes juristas na Comissão de Constituição e Justiça da Câmara, saía sempre em defesa do Brasil, do Nordeste e da Paraíba.
Desde seu primeiro mandato, Mariz fez parte do grupo de parlamentares arenistas estreantes na Câmara que ficaria conhecido como grupo renovador, pela postura rebelde em relação à liderança do governo na Casa.
Como integrante desse grupo, Mariz discordou da indicação do general João Batista Figueiredo à sucessão do presidente Ernesto Geisel, apoiando o candidato oposicionista, o também general Euler Bentes Monteiro. Também se pronunciou contra as reformas políticas propostas pelo presidente do Congresso em 1978 – assinalando que a cada uma das liberdades devolvidas correspondiam novas disposições legais que de certo modo as neutralizariam – e votou a favor da emenda que extinguia os senadores indiretos, depois conhecidos como “biônicos”, recusada pelo Congresso.

### Eleições de 1978 e de 1982
Em 1978, quando os governadores foram eleitos indiretamente, dando início ao processo de abertura política, Mariz desafiou os generais e disputou a convenção da Arena com o então secretário de Educação da Paraíba, Tarcísio Burity, o escolhido dos militares. Contava com suporte popular e de tradicionais forças políticas do estado. Como escreveu o historiador José Octávio de Arruda Mello, estabeleceu-se a luta da sociedade contra o Estado, que não poupou esforços para vencer. O resultado da convenção arenista registrou 152 votos para Burity e 124 para Mariz, além de 28 votos em branco, em um universo de 286 convencionais.
Nas eleições realizadas naquele mesmo ano para deputado federal e senador, Antonio Mariz traçou o seu caminho na oposição. O senador Humberto Lucena, do MDB, eleito com o apoio de Mariz – que liderou uma dissidência na Arena, apoiado por João Agripino – sinalizava que seria ele o candidato das oposições a governador na eleição direta de 1982.
Em 1980, logo após a volta do pluripartidarismo, ao lado do senador Tancredo Neves, do deputado Thales Ramalho e de outros líderes de expressão nacional, Mariz participou da fundação do Partido Popular, o PP, que foi incorporado ao PMDB em fevereiro de 1982.
Foi pelo PMDB que, no mesmo ano, Mariz disputou o governo da Paraíba. Perdeu a eleição para Wilson Braga, do PDS, por mais de 150 mil votos. A derrota de Mariz não foi isolada. Naquele ano, o PMDB perdeu as eleições para o governo em todos os estados do Nordeste, mesmo onde o candidato do partido era considerado favorito.

### Banco Nacional da Habitação (BNH)
Mariz concluiu seu mandato de deputado federal em janeiro de 1983. Foi convidado, então, pelo governador Franco Montoro para assumir a chefia do escritório do Banco de Desenvolvimento do Estado de São Paulo (Badesp) no Rio de Janeiro. Em seguida, foi indicado pelo presidente Tancredo Neves – já na montagem da nova equipe de governo – para a Diretoria de Desenvolvimento Urbano do Banco Nacional da Habitação (BNH), cargo que assumiu em 1985.

### Constituinte
Em 1986, Antonio Mariz foi eleito mais uma vez para a Câmara dos Deputados, com a maior votação entre todos os candidatos a deputado federal do estado: 106,5 mil votos. De volta a Brasília, participou da Assembleia Nacional Constituinte, tendo sido presidente da Subcomissão dos Direitos e Garantias Individuais da Comissão da Soberania e dos Direitos e Garantias do Homem e da Mulher. Pelas suas posições, foi apontado como Constituinte Nota 10 (nota máxima atribuída aos constituintes que votaram a favor dos interesses do povo brasileiro) pelo Departamento Intersindical de Assessoria Parlamentar (Diap).
Na elaboração da nova Constituição, Mariz votou a favor do rompimento de relações diplomáticas com os países com política de discriminação racial, da limitação do direito de propriedade privada, do mandado de segurança coletivo, da remuneração 50% superior para o trabalho extra, da jornada semanal de 40 horas, do turno ininterrupto de seis horas, do aviso prévio proporcional, da unicidade sindical, da soberania popular, do voto aos 16 anos, da nacionalização do subsolo, da estatização do sistema financeiro, do limite de 12% ao ano para os juros reais, da proibição do comércio de sangue, da desapropriação da propriedade improdutiva e da descriminalização do aborto. Votou contra a pena de morte, a pluralidade sindical, o presidencialismo e o mandato de cinco anos para o presidente José Sarney.

### Senado Federal
Em 1990, Mariz candidatou-se à única vaga ao Senado, em uma eleição na qual o candidato do PMDB ao governo da Paraíba foi Ronaldo Cunha Lima. Mariz derrotou o então senador Marcondes Gadelha (PDS) por uma maioria superior a 200 mil votos. No segundo turno para o governo, Ronaldo Cunha Lima venceu o ex-governador Wilson Braga, com vantagem superior a 100 mil votos.

### Impeachment
O maior desafio de Mariz como senador foi relatar o processo de impeachment do ex-presidente Fernando Collor na Comissão Especial do Senado Federal, em 1992. O presidente do Supremo Tribunal Federal (STF), Sydney Sanches, a quem caberia presidir o julgamento no Senado, propôs um ritual que não previa limite de tempo para a fase de instrução criminal, em que são apresentadas provas e testemunhas pela defesa e pela acusação. Dessa forma, era impossível prever quanto tempo levaria. Mariz, no entanto, sugeriu a mudança desse rito, estabelecendo prazo para a duração do processo, o que permitiu que fosse concluído em 28 de dezembro de 1992.
Durante o processo, Mariz atuou com serenidade e respeito aos princípios constitucionais da ampla defesa e do contraditório. O parecer apresentado por ele foi aprovado quase por unanimidade na comissão. Foram 76 votos a favor e apenas 3 contra. Na sessão de julgamento, no Plenário, novamente Mariz teve papel decisivo no processo ao apresentar consistente argumentação pela sua continuidade mesmo após a renúncia de Collor, o que permitiu que, além da perda do mandato, o presidente afastado ficasse inelegível por um período de oito anos. Pela primeira vez no Brasil, era afastado um presidente da República pelo processo legal e legítimo do impeachment.
“As intervenções do Senador Antonio Mariz, respondendo a um memorial dos advogados de defesa e na sessão de julgamento quando rebateu a arguição de que a renúncia do presidente ao cargo importava na extinção do processo de impeachment foram, também, contribuições relevantes para o desfecho da causa, com a aplicação ao acusado da pena de inabilitação por oito anos para o exercício de função pública”, escreveu o ministro Evandro Lins e Silva, integrante da equipe que redigiu o pedido de impeachment de Fernando Collor, no prefácio do livro O Impeachment do Presidente do Brasil – Relatório do Senador Antonio Mariz, texto-chave para se compreender um dos períodos mais dramáticos da nossa história contemporânea.
Logo após a conclusão do processo, Mariz sentiu os primeiros sintomas dos cânceres de intestino e pulmão que o vitimariam mais tarde.

### Governo da Paraíba
Em 1994, Mariz foi eleito governador da Paraíba pelo PMDB, derrotando, no segundo turno, a candidata do PDT, Lúcia Braga, com 222 mil votos de vantagem. Ronaldo Cunha Lima e Humberto Lucena, candidatos ao Senado na mesma chapa, também saíram vitoriosos. Sua vitória quase foi anulada após um recurso impetrado pelo PMN ao TRE, acusando-o de utilizar a gráfica do Senado para imprimir propaganda eleitoral.
Em fevereiro de 1995, no início de seu mandato, Mariz mandou substituir o piso no terraço do Palácio da Redenção devido à presença da suástica, símbolo associado ao nazismo, no mosaico. A decisão provocou polêmica entre historiadores da Paraíba, que debateram o significado político e histórico do local.
Em março do mesmo ano, foi admitido pelo presidente Fernando Henrique Cardoso à Ordem do Mérito Militar no grau de Grande-Oficial especial.
Morreu no dia 16 de setembro de 1995, na Granja Santana, residência oficial do governador do estado, de parada cardíaca. A morte foi confirmada pelo médico Ricardo Maia (chefe da equipe que atendia Mariz).
Mesmo que em um período muito curto, imprimiu a sua marca de governar. Já no discurso de posse deixou clara a opção preferencial pelos pobres. Para definir a sua gestão, criou o slogan Governo da Solidariedade. Estabeleceu como prioridades a otimização da rede pública de saúde e a elaboração de um arrojado programa de educação pública, além da instalação de bibliotecas por todo o estado. Também priorizou os salários dos servidores públicos e centrou grande preocupação na geração de emprego e renda, por meio do fortalecimento do Projeto Meio de Vida.
Preocupado com a produção agrícola, assumiu os desafios de reabilitar as lavouras tradicionais e de promover a adoção de técnicas mais adequadas para elevar a produtividade e diminuir a dependência da irregularidade climática. Nesse sentido, acertou com o governo federal a construção do canal para transposição de águas do sistema Coremas–Mãe d’Água para as várzeas de Sousa. O estímulo à indústria foi outra vertente de trabalho destacada no projeto de resgate da cidadania, com a eliminação da pobreza absoluta.
Após sua morte, foi sucedido pelo vice-governador, José Targino Maranhão.